# Stick to Your Guns (gruppo musicale)
Gli Stick to Your Guns sono un gruppo musicale statunitense formatosi nel 2003 nella Contea di Orange, in California.

## Formazione

### Formazione attuale
- Jesse Barnett – voce, chitarra, pianoforte (2003-presente)
- Josh James – chitarra, cori (2012-presente)
- Chris Rawson – chitarra, cori (2009-presente)
- Andrew Rose – basso (2008-presente)
- George Schmitz – batteria, percussioni (2008-presente)

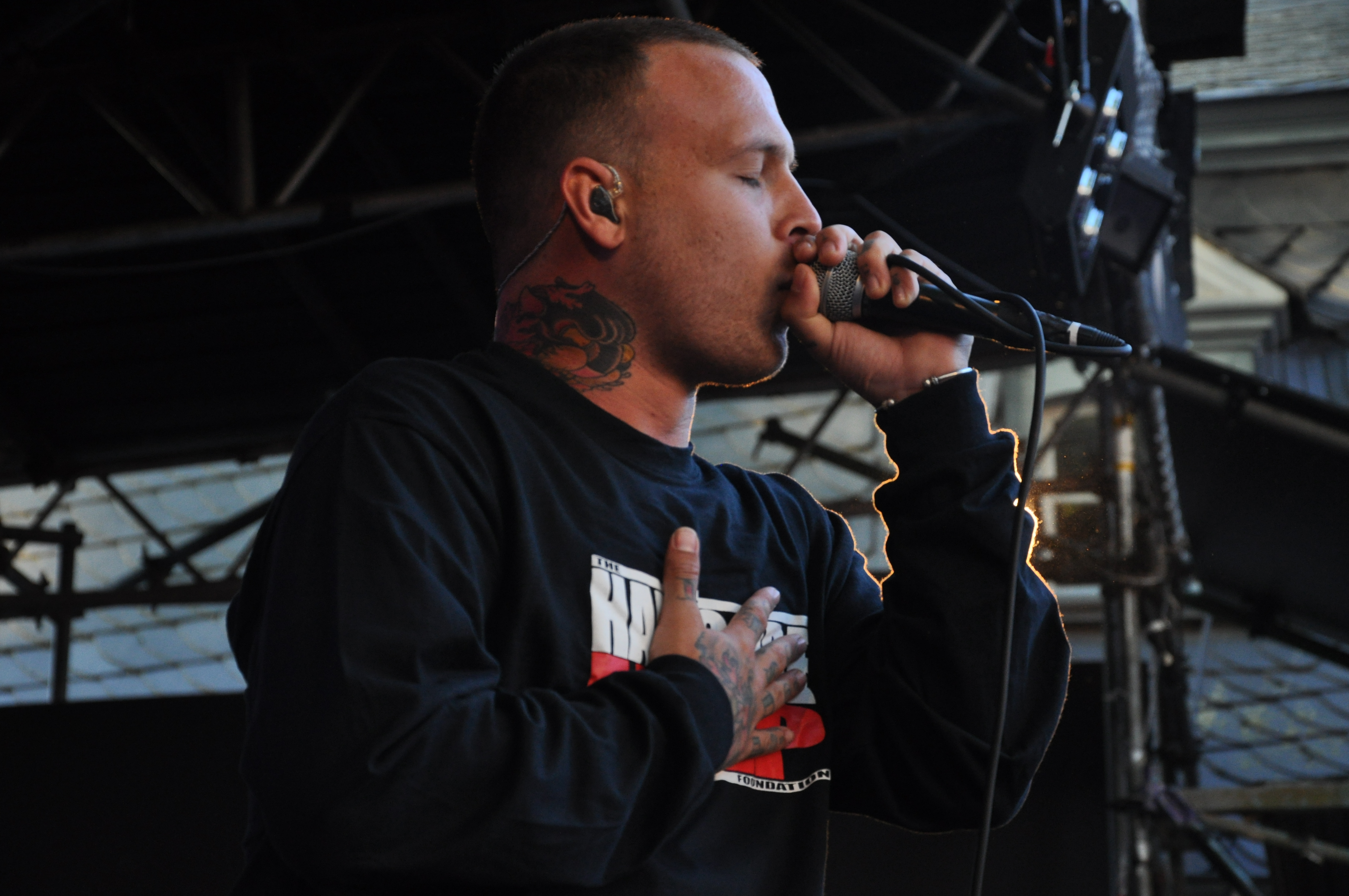
Jesse Barnett
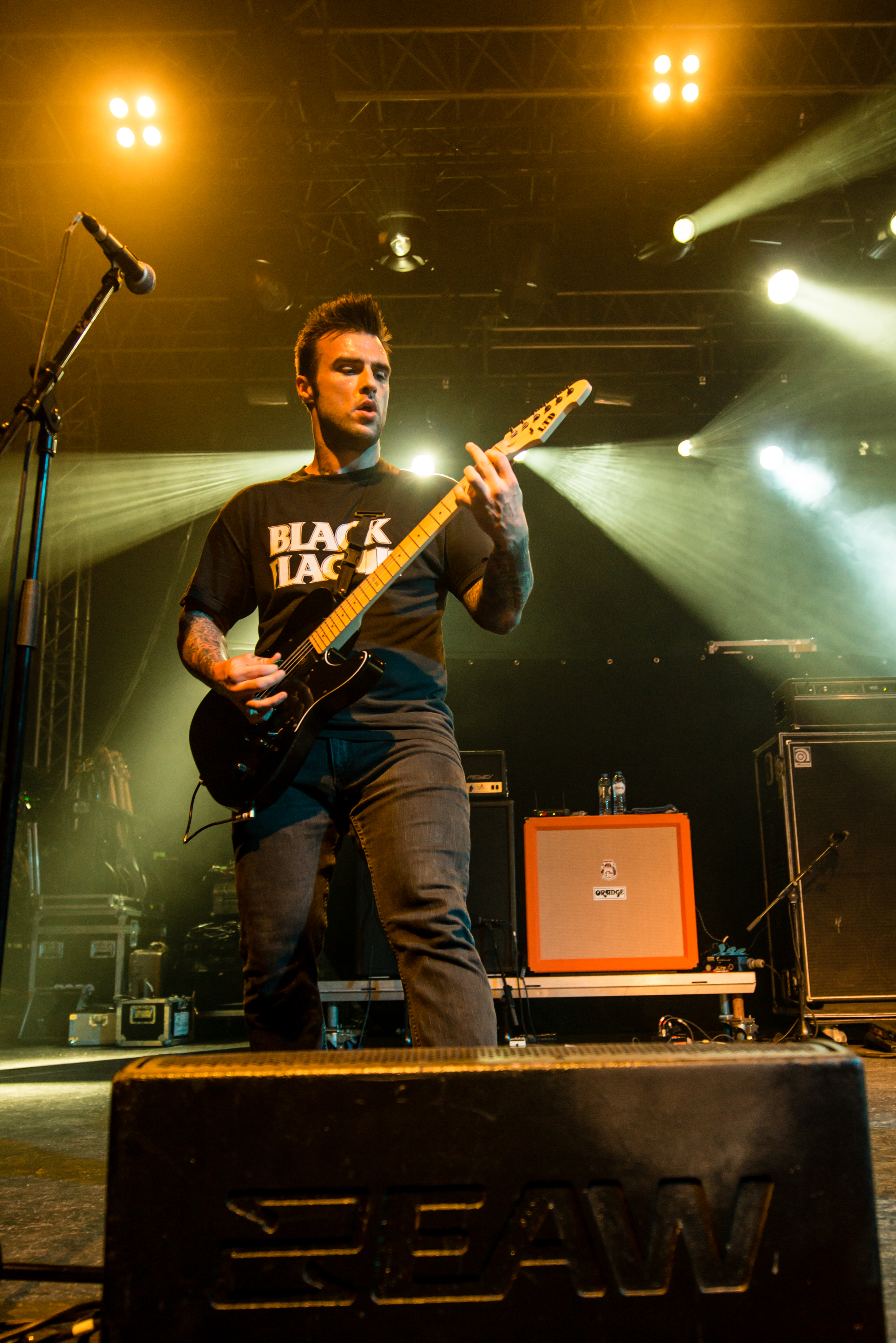
Josh James
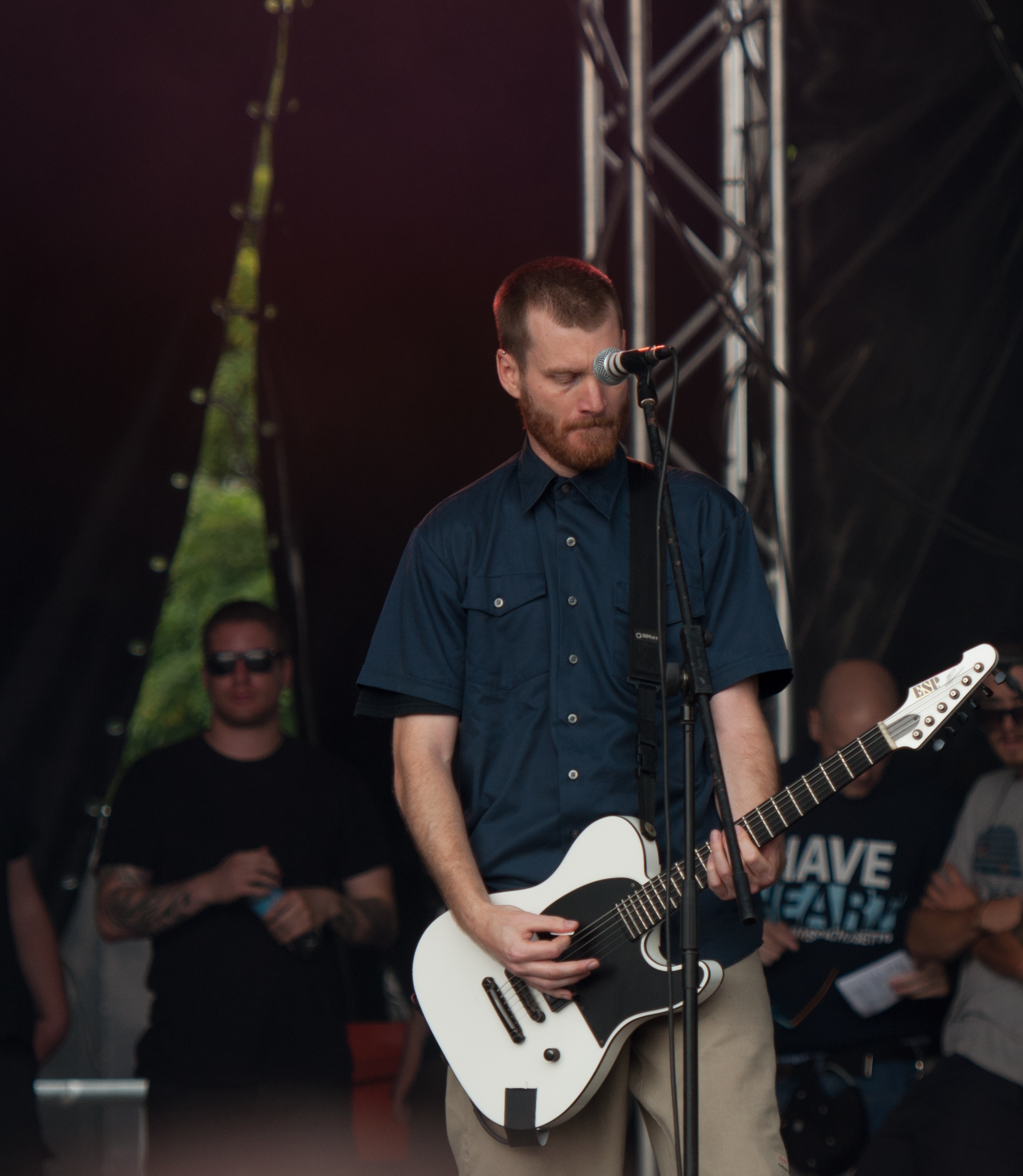
Chris Rawson
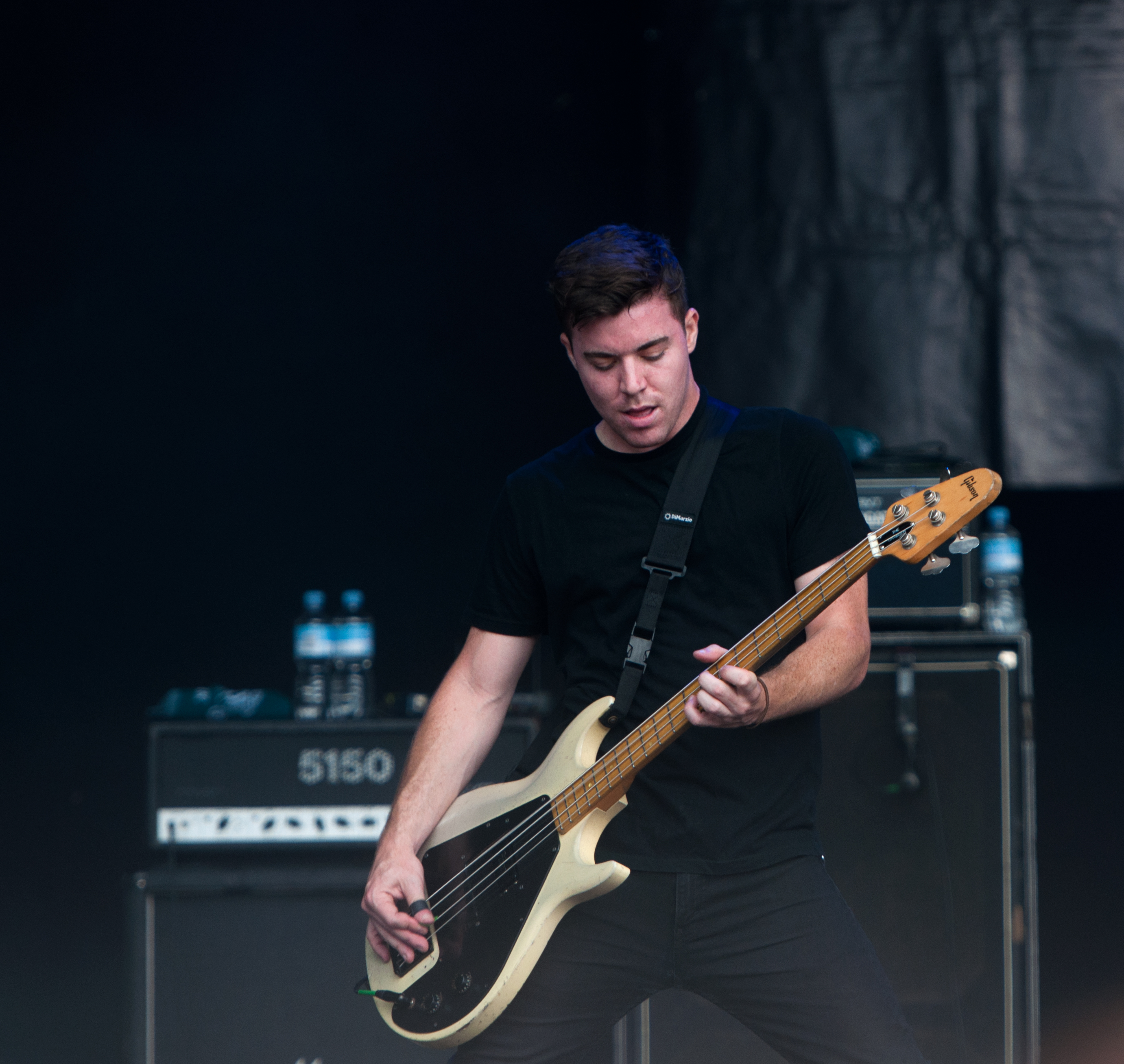
Andrew Rose
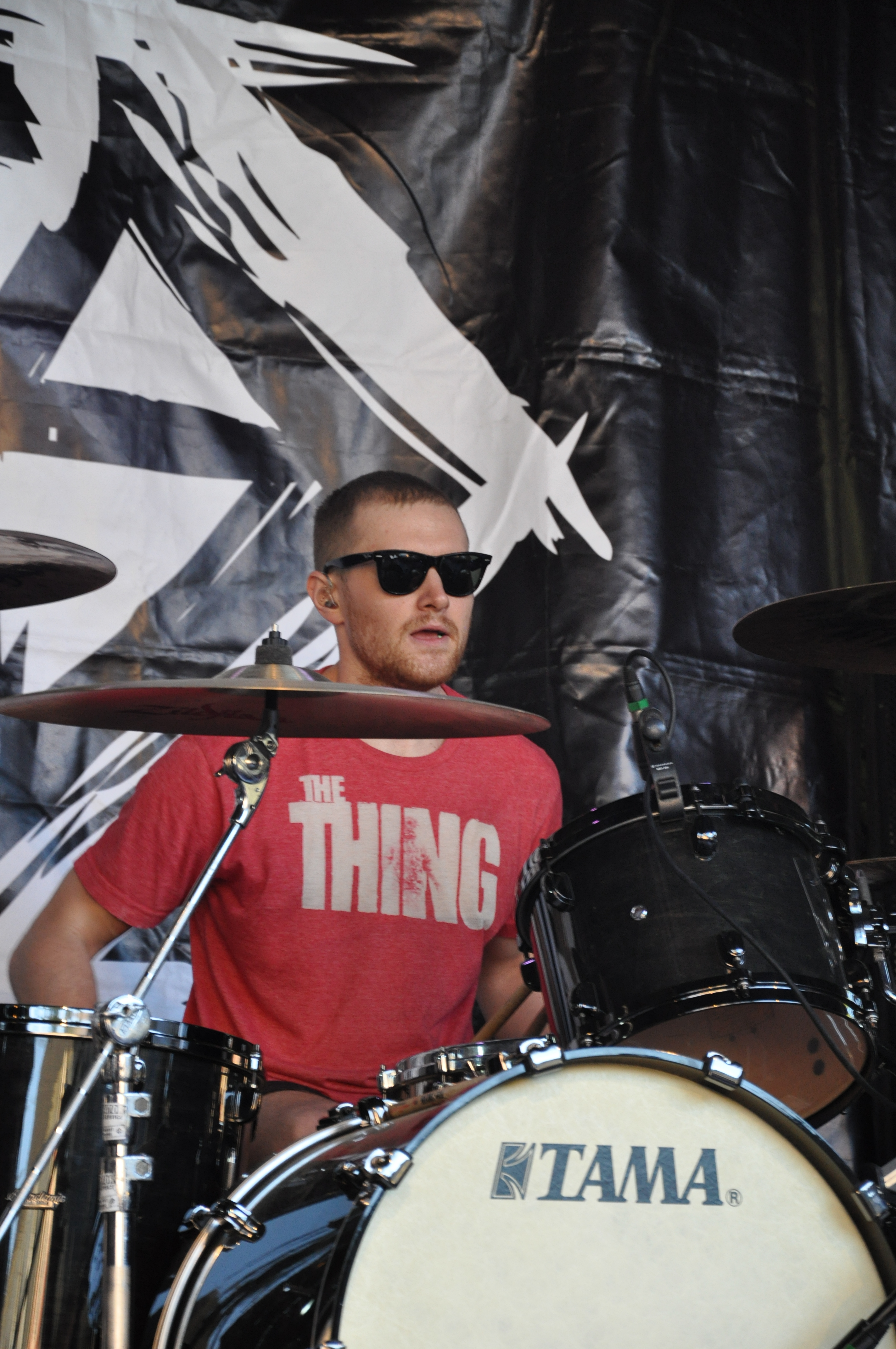
George Schmitz

### Ex componenti
- Reid Haymond – chitarra, cori (2007-2010)
- Casey Lagos – batteria, chitarra, cori (2003-2008)
- Alex Barnett – chitarra, basso, cori (2006-2009)
- Darel McFayden – basso, cori (2007-2008)
- Ryan Nelson – chitarra, cori (2006-2008)
- Justin Rutherford – chitarra, cori (2003-2007)
- Curtis Pleshe – chitarra, cori (2003-2006)
- Noah Calvin – basso, cori (2003-2006)

## Discografia

### Album in studio
- 2005 – For What It's Worth
- 2008 – Comes from the Heart
- 2010 – The Hope Division
- 2012 – Diamond
- 2015 – Disobedient
- 2017 – True View
- 2022 – Spectre

### EP
- 2004 – Compassion without Compromise
- 2016 – Better Ash Than Dust
- 2021 – The Meaning Remains

EP split
- 2013 – The Story So Far vs. Stick to Your Guns (con i The Story So Far)